# Palla da golf (film)
Palla da golf (Caddyshack) è un film del 1980 diretto da Harold Ramis, inserito al 7º posto dalla American Film Institute, nella AFI's 10 Top 10, genere sport ed al 71º nella AFI's 100 Years... 100 Laughs.

## Trama
(Il giardiniere Carl Spackler (Bill Murray), colpendo con una mazza da golf delle rose in un roseto. Frase al 92º posto nella AFI's 100 Years... 100 Movie Quotes, redatta nel 2005 dalla AFI)
Il giovane Danny lavora come caddie in un Country Club di golf, per raccogliere i soldi per studiare all'Università. Egli divide il suo tempo tra la fidanzata Maggie e l'eccentrico miliardario Ty Webb, playboy di successo, il quale non nasconde il suo odio per il viscido costruttore Al Czernik. A contorno, il paranoico giardiniere Carl Spackler, conduce una sua personale guerra con una marmotta.

## Produzione

### Cast
Il regista Harold Ramis, in fase di post-produzione, ha dato maggior risalto ai ruoli di Chevy Chase e Bill Murray, che inizialmente sarebbero dovuti essere poco più che due camei . Autore originale del film è Douglas Kenney.

## Citazioni e riferimenti
La frase del quote iniziale di questa voce è al 92º posto nella AFI's 100 Years... 100 Movie Quotes, redatta nel 2005 dalla AFI.
Il film negli Stati Uniti, viene spesso parodiato e ricordato; per esempio in diverse puntate del cartone televisivo I Griffin, come nell'episodio "Meet the Quagmires" (2007).

## Sequel
Nel 1988 è uscito un sequel del film, Due palle in buca (Caddyshack II), con la presenza del solo Chevy Chase.

## Curiosità
- Bill Murray in questo film interpreta un giardiniere alla prese con una marmotta; curiosamente l'attore si ritroverà ancora una volta al cospetto del roditore in uno dei suoi più famosi film, Ricomincio da capo (1993), anch'esso diretto da Harold Ramis. L'attore e il regista hanno lavorato insieme anche in Ghostbusters, Ghostbusters II e Stripes - Un plotone di svitati. Lo stesso Bill Murray, in una scena inserita al termine dei titoli di coda del film Benvenuti a Zombieland, dove interpreta sé stesso, recita la frase del giardiniere Carl: "Come diceva l'immortale filosofo Jean-Paul Sartre: au revoir, talpa!".
- Il campione di golf Tiger Woods, nel 2010, ha omaggiato la scena in cui Bill Murray cerca, con metodi alla Willy Coyote, di stanare la marmotta, interpretandolo in un divertente spot della American Express [3].[senza fonte]